# Корнелија Сенде-Поповић
Корнелија Нели Сенде-Поповић (Бачалмаш, 29. август 1911 — Јајинци, код Београда, 19. септембар 1941), студент медицине, учесница Шпанског грађанског рата и Народноослободилачке борбе.

## Биографија
Рођена је 29. августа 1911. године у Бачалмашу, у јужној Мађарској. Потиче из јеврејске породице Фердинанда Сендеа и Зелме Сенде, рођене Краус, која се после Првог светског рата преселила у Југославију.
Основну школу и нижу гимназију Корнелија је завршила у Апатину, а више разреде гимназије у Сомбору. Године 1932. уписала је Медицински факултет у Загребу, а 1934. године је прешла на Медицински факултет у Београду. Ту се укључила у револуционарни студентски покрет, који је тих година био веома активан на Београдском универзитету.
У чланство тада илегалне Комунистичке партије Југославије (КПЈ) примљена је 1937. године. Заједно са својом супругом Владетом Поповићем, такође студентом медицине и другим студентима Београдског универзитета, крајем новембра 1937. године се упутила у Шпанију. Тамо је на страни Републиканске армије, као болничарка учествовала у грађанском рату.
После пораза Шпанске републике, 1939. године, заједно са стотинама других бораца интернационалних бригада, налазила се краће време у концентрационом логору Сен Захар у Француској. Одатле је због болести била пуштена и крајем септембра се вратила у Југославију.
Одамх по доласку на границу Краљевине Југославије, била је ухапшена и спроведена у Београд. Тада је у притвору провела око месец дана. После изласка из притвора, наставила је са партијским радом. Године 1940. још два пута је хапшена - прво у јануару, када је задржана два месеца, а потом поново у јулу. Током другог хапшења, била је изложена полицијској тортури, а пуштена је децембра 1940. године.
Почетком 1941. године поново је била ухапшена и пуштена је тек после војног пуча, 27. марта. Тада је била протерана у Апатин. Вратила се илегално у окупирани Београд, где је учествовала у припремама оружаног устанка. Била је секретар једне уличне партијске ћелије.
Ухапшена је половином августа 1941. године и као позната комунисткиња и шпански борац, од старне Специјалне полиције упућена у Бањички логор. Стрељана је у првој групи од 20 жена, на стрелишту у Јајинцима, 19. септембра 1941. године. Заједно са њом тада су стрељане — Маријана Грегоран, Рашела Барух-Симић, Јованка Радаковић и др.
После рата њени посмртни остаци су сахрањени у Алеји стрељаних родољуба 1941—1944. на Новом гробљу у Београду.